# 크라시니크군

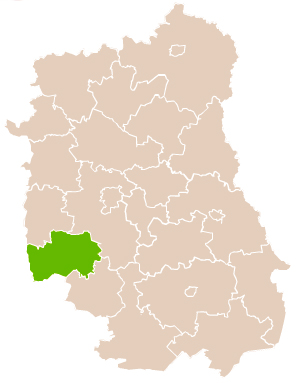
루블린주 지도에 표시된 크라시니크군의 위치

크라시니크군(폴란드어: powiat kraśnicki)은 폴란드 루블린주에 위치한 군으로 군청 소재지는 크라시니크이며 면적은 1,005.34km2, 인구는 93,919명(2019년 기준), 인구 밀도는 93명/km2이다.
북동쪽으로는 루블린군, 남쪽으로는 야누프군, 포트카르파츠키에주 스탈로바볼라군, 남서쪽으로는 시비엥토크시스키에주 산도미에시군, 서쪽으로는 시비엥토크시스키에주 오파투프군, 북서쪽으로는 오폴레군과 접한다. 10개 지방 자치체(1개 도시, 1개 도시형 농촌, 8개 농촌)를 관할한다.

군기
군 문장